# Chutes Van Trump
Pour les articles homonymes, voir Van Trump.
Les chutes Van Trump, en anglais Van Trump Falls, sont une chute d'eau de 52 mètres de haut présente à l’intérieur du parc national du mont Rainier dans l’État de Washington au nord-ouest des États-Unis. La cascade se forme sur le ruisseau Van Trump Creek.